# Marek Rajník
Marek Rajník (* 22. září 1996) je slovenský fotbalový záložník, od roku 2013 působící v prvním mužstvu FK Senica.

## Klubová kariéra
Svoji fotbalovou kariéru začal v Senici, kde se v roce 2013 propracoval do prvního mužstva. V září 2013 byl nominován na mistrovství světa do 17 let. V průběhu sezony 2013/14 absolvoval stáž v nizozemském Haagu. 21. února 2014 vyhrál anketu o nejlepšího sportovce města roku 2013 v kategorii dorostenci a kolektivní kategorii mladší dorostenci U-17. Ve slovenské nejvyšší soutěži debutoval pod trenérem Eduardem Pagáčem v ligovém utkání 13. kola 4. října 2013 proti ŠK Slovan Bratislava (prohra Senice 0:2), dostal se na hrací plochu v 87. minutě, když vystřídal Ericha Brabce.